# Allan Davis
Allan Howard Davis (Ipswich, 27 juli 1980) is een Australisch voormalig wielrenner. Hij was prof van 2002 tot 2013.

## Carrière
Davis begon zijn carrière in het jongerenteam van Mapei-Quick Step en stapte na één jaar over naar O.N.C.E.-Eroski. Hij won ritten in de Ronde van Duitsland, Mallorca, Aragon, Murcia, Sarthe en Eneco Tour. Met onder andere zijn overwinning in de Ronde van Piëmont in 2004 bewees hij ook meer dan een sprinter te zijn.
Hij nam tweemaal deel aan de Ronde van Frankrijk, maar verder dan een 5e plaats in een massasprint kwam hij er niet.
De naam van Davis werd in 2007 in verband gebracht met Operación Puerto, omtrent dopingdokter Eufemiano Fuentes. Volgens de ASADA (Australian Sports Anti-Doping Authority) is er echter onvoldoende bewijs om Davis te veroordelen. De zaak werd bijgevolg dan ook geseponeerd.
Toen hij na lang zoeken geen professionele wielerploeg vond, hing hij begin 2014 de fiets aan de haak.
In februari 2018 werd Davis aangesteld als directeur sportif bij Wiggle High5. Anno 2023 was Davis aangesteld als Sportdirecteur bij Lotto-Dstny. Vanwege online wangedrag werd hij dat jaar niet meegenomen als ploegleider naar de Tour de France, en werd hij op 22 augustus door het team ontslagen.
Allan is de jongere broer van Scott Davis, die ook enkele jaren wielrenner was.

## Belangrijkste overwinningen
1997
- Eindklassement Giro di Basilicata (junioren)

2002
- 1e etappe Giro del Capo

2003
- 3e etappe Trofeo Manacor
- 4e etappe Ronde van de Sarthe

2004
- Trofeo Mallorca
- Trofeo Alcudia
- 5e etappe Ronde van Duitsland
- 3e etappe Ronde van Polen
- Punten- en combinatieklassement Ronde van Polen
- Ronde van Piëmont
- South Bank GP

2005
- 1e etappe Ronde van Murcia
- 3e etappe Ronde van Murcia
- 5e etappe Ronde van Murcia
- 3e etappe ENECO Tour
- Puntenklassement Eneco Tour
- 5e etappe Ronde van Aragon

2006
- 2e etappe Tour Down Under
- 5e etappe Tour Down Under

2007
- 3e etappe Ronde van Catalonië
- 1e etappe Ronde van Qinghai Lake
- 3e etappe Ronde van Qinghai Lake
- 5e etappe Ronde van Qinghai Lake
- 6e etappe Ronde van Qinghai Lake
- 9e etappe Ronde van Qinghai Lake

2008
- 4e etappe Geelong Bay Classic Series
- 3e etappe Tour Down Under
- 2e etappe Ronde van Polen
- Puntenklassement Ronde van Polen

2009
- 2e etappe Tour Down Under
- 4e etappe Tour Down Under
- 5e etappe Tour Down Under
- Puntenklassement Tour Down Under
- Eindklassement Tour Down Under

2010
- Puntenklassement Ronde van Polen
- Gemenebestspelen
- Noosa Grand Prix

2012
- Eindklassement Jayco Bay Cycling Classic

## Belangrijkste ereplaatsen
2003
- 2e Australisch kampioenschap op de weg
- 10e * Ronde van Piemonte

2004
- 6e in Milaan-Turijn
- 4e in Parijs-Tours

2005
- 3e in Parijs-Tours
- 3e in Vattenfall Cyclassics
- 6e in eindklassement Ronde van Aragon
- 7e in GP Pino Cerami
- 5e in het WK op de weg

2006
- 9e in Gent-Wevelgem
- 4e in Clásica de Almería

2007
- 2e in Milaan-San Remo

2010
- 5e in Vattenfall Cyclassics
- in Wereldkampioenschap op de weg

## Resultaten in voornaamste wedstrijden
| Jaar | Ronde van Italië | Ronde van Frankrijk | Ronde van Spanje |
| ---- | ---------------- | ------------------- | ---------------- |
| 2003 |                  |                     |                  |
| 2004 |                  | 98e                 |                  |
| 2005 |                  | 84e                 |                  |
| 2006 |                  |                     |                  |
| 2007 |                  |                     | opgave           |
| 2008 |                  |                     |                  |
| 2009 | 119e             |                     | opgave           |
| 2010 |                  |                     | 76e              |
| 2011 |                  |                     |                  |
| 2012 |                  |                     | 167e             |

| Jaar | Milaan-San Remo | Gent-Wevelgem | Ronde van Vlaanderen | Parijs-Roubaix | Amstel Gold Race | Luik-Bast.‑Luik | Ronde van Lombardije | Parijs-Tours | Parijs-Brussel | Cyclassics Hamburg |  | WK op de weg |  | Wereldranglijsten |
| ---- | --------------- | ------------- | -------------------- | -------------- | ---------------- | --------------- | -------------------- | ------------ | -------------- | ------------------ |  | ------------ |  | ----------------- |
| 2003 | 144e            |               |                      | opgave         |                  |                 |                      | 74e          |                | 101e               |  | 12e          |  |                   |
| 2004 | 25e             |               |                      | opgave         |                  |                 |                      | 4e           |                |                    |  | 5e           |  |                   |
| 2005 | 15e             | 70e           |                      | opgave         |                  |                 | 54e                  | ↑            |                | ↑                  |  | 72e          |  | 44e (UPT)         |
| 2006 | 19e             | 9e            |                      |                |                  |                 |                      |              |                |                    |  |              |  | 126e (UPT)        |
| 2007 | ↑               |               |                      |                |                  |                 |                      | 5e           |                |                    |  | 53e          |  | 37e (UPT)         |
| 2008 |                 |               | 34e                  |                |                  |                 |                      | 53e          |                | ↑                  |  | opgave       |  | 12e (UPT)         |
| 2009 | 4e              |               |                      |                | 73e              | opgave          |                      |              | Zilver         | 4e                 |  | opgave       |  | 11e (UWK)         |
| 2010 | 126e            | 101e          | 66e                  |                |                  |                 |                      |              |                | 5e                 |  | ↑            |  | 89e (UWK)         |
| 2011 | 146e            | 66e           | opgave               | opgave         |                  |                 |                      |              |                |                    |  |              |  |                   |
| 2012 |                 |               |                      |                |                  |                 |                      |              |                |                    |  | 6e           |  |                   |

## Ploegen
- 2001-Mapei-Quick Step (stagiair)
- 2002-Mapei-Quick Step-Latexco (GS3)
- 2003-O.N.C.E.-Eroski
- 2004-Liberty Seguros
- 2005-Liberty Seguros-Würth
- 2006-Astana
- 2007-Discovery Channel
- 2008-Mitsubishi-Jartazi(vanaf 20/03 tot 01/09)
- 2008-Quick Step (vanaf 01/09)
- 2009-Quick Step
- 2010-Astana
- 2011-Astana
- 2012-Orica-GreenEdge
- 2013-Orica-GreenEdge

## Afbeeldingen

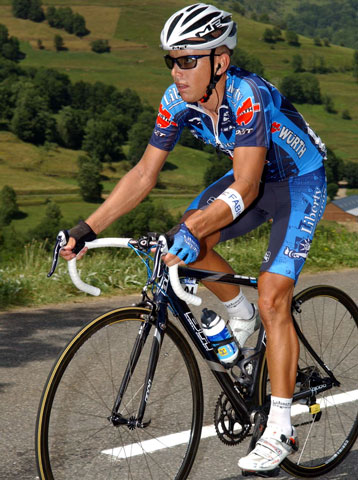
Allan Davis

Aggiano · Baffi · Ballerini (tot 15/04) · Bartoli · Beltrán · Bettini · Bodrogi · Bramati · Cañada · Cancellara · Cheula · Cioni · D'Amore · Eisel · Fornaciari · Freire  · Garzelli · Gasparre · Horrillo · Hulsmans · Koehler · Lanfranchi · Leysen · McGrory · Nardello · Nocentini · Noè · Paolini · Petrov · Pozzato · Ratti · Rizzi · Rogers · Scinto · Sinkewitz · Steels · Tafi · Tani · Wegelius · Zanini · Zerzáň · Davis (stagiair) · Devolder (stagiair) · Willems (stagiair)
Aggiano · Baffi · Bettini · Bodrogi · Bramati · Cañada · Cancellara · Cheula · Cioni · Clerc · De Waele · Eisel · Evans · Fornaciari · Freire  · Garzelli · Gilmore · Horrillo · Hulsmans · Hunter · Martinez · McGrory · Nardello · Noè · Paolini · Petrov · Pozzato · Ratti · Rogers · Scinto · Steels · Tafi · Trampusch · Wegelius · Willems · Zanini · Davis (stagiair) · Moeravjov (stagiair)
Andrle ·
Arroyo ·
Azevedo ·
G. Beloki ·
J. Beloki ·
Caruso ·
Castresana ·
Contador ·
Davis ·
Díaz ·
Florencio ·
Gil ·
Á. González de Galdeano ·
I. González de Galdeano ·
Gonzalez ·
Hruška · 
Jaksche ·
Nozal ·
Pradera ·
Rodríguez ·
Serrano ·
Vicioso ·
Zarrabeitia ·
Grau (stagiair) ·
Sánchez (stagiair)
Andrle ·
Baranowski · 
Barredo · 
Caruso · 
Contador ·
Davis ·
Díaz ·
Gil ·
Á. González de Galdeano ·
I. González de Galdeano ·
Heras ·
Hernández ·
Hruška ·
Nozal ·  
Ramírez ·
Sánchez ·
Serrano ·
Vicioso ·
Vande Velde
Andrle ·
Baranowski · 
Barredo · 
Beloki ·
Caruso · 
Contador ·
Davis ·
de Kort ·
Etxebarria ·
Gil ·
González de Galdeano ·
Heras ·
Hernández ·
Hruška ·
Jaksche ·
Kemps ·
Navarro ·
Nozal ·  
Paulinho ·
Ramírez ·
Redondo ·
Ribeiro (tot 30/04) ·
L. L. Sánchez ·
Santos ·
Scarponi ·
Serrano ·
Vicioso ·
Rojas (stagiair) ·
E. Sánchez (stagiair)
Abellán ·
Baranowski · 
Barredo · 
Bazajev ·
Beloki ·
Caruso · 
Contador ·
Davis ·
de Kort ·
Etxebarria ·
Jakovlev ·
Jaksche ·
Kasjetsjkin ·
Kemps ·
Navarro ·
Nozal ·  
A. Osa · 
U. Osa ·
Paulinho ·
Ramírez ·
Redondo ·  
Rojas ·
E. Sánchez ·
L. L. Sánchez ·
Santos ·
Scarponi ·
Serrano ·
Vicioso ·
Vinokoerov
Basso (tot 30/04) · 
Beppu ·
Bileka · 
Brajkovič ·
Contador ·
Cruz ·
Cummings ·
Danielson ·
Davis ·
Devine ·
Devolder ·
Fuyu ·
Goesev ·
Hincapie · 
Leipheimer ·
Lowe · 
Martínez ·
McCartney ·
Meersman ·
Murn · 
Noval ·
Padrnos ·
Paulinho ·
Popovytsj · 
Rubiera ·
Vaitkus ·
Vandborg ·
Van Goolen ·
White (tot 15/08)
Abakoumov · Boyen · Cauquil · Coupé · Criquielion · Davis · Dekkers · Dressler · Drouilly · van Dijk · Habeaux · Kaupas · Kriit · Michajlov · Mouris · Nevens · Omloop · Ricci Poggi · Striska · Tombak · Vandenbroucke · Van Mingeroet · Vanlandschoot · Vantomme · Verheyen
Barredo · Bettini   · Boonen · Carrara · Cretskens · Davis · Devolder · Jefimkin · Engels · Facci · Gárate · Grabovski · Hulsmans · de Jongh · Kvist · Proni · Rosseler · Scarselli · Schwab · Seeldraeyers · Steegmans · Tonti · Tosatto · Van De Walle · Van Impe · Viganò · Visconti · Weylandt · Wynants · Joseph (stagiair) · Malacarne (stagiair)
Barredo · Boonen · Cataldo · Chavanel · Cornu · Davis · de Jongh · De Weert · Devenyns · Devolder · Engels · Facci · Hovelijnck · Hulsmans · Koenitski · Kvist · Malacarne · Pineau · Reda · Rosseler · Samojlaw · Schwab · Seeldraeyers · Tosatto · Van De Walle · Van Impe · Velo · Weylandt · Wynants · Robert (stagiair)
Bazajev ·
Contador ·
A. Davis ·
S. Davis ·
de la Fuente ·
Dmitriev ·
Dyaçenko ·
Fofonov ·
Gasparotto ·
Goerov ·
Hernández ·
Hryvko ·
M. Iglinski · 
V. Iglinski ·
Jufré ·
Kirejev ·
Navarro ·
Nepomnyaşşïy ·
Noval ·
Pereiro ·
Raimbekov ·
Renev ·
Selvaggi ·
Štangelj ·  
Tiralongo · 
Vinokoerov ·
Zejts
Bazajev ·
Clarke ·
Davis ·
Di Grégorio ·
Dyaçenko ·
Fofonov ·
Gasparotto ·
Hryvko ·
M. Iglinski · 
V. Iglinski ·
Jufré ·
Kangert ·
Kasjetsjkin ·
Kessiakoff ·
Kirejev (tot 15/08) ·
Kišerlovski ·
Kreuziger ·
Lorenzetto ·
Masciarelli ·
Mizoerov ·
Nepomnyaşşïy ·
Petrov ·
Renev ·
Štangelj ·  
Tiralongo · 
Vaitkus ·
Vinokoerov ·
Zejts ·
Groezdev (stagiair) ·
Joemabekov (stagiair) ·
Sjoetsjemojin (stagiair) ·
Tlewbajev (stagiair)
Albasini · Beppu · Bewley · Bobridge · Clarke · Cooke · Davis · Dean · Docker · Durbridge · Gerrans · Goss · Hepburn · Howard · Impey · Keukeleire · Kruopis · Lancaster · Langeveld · McEwen · Meier · C.Meyer · T.Meyer · Mouris · O'Grady · Sulzberger · Teklehaimanot · Tuft · Vaitkus · Weening · Wilson
Albasini · Beppu · Bewley · Clarke · Cooke · Davis · Docker · Durbridge · Gerrans · Goss · Hepburn · Howard · Howson (stagiair) · Impey · Kang (stagiair) · Keukeleire · Kruopis · Lancaster · Langeveld · Matthews · Meier · C.Meyer · T.Meyer · Mouris · O'Grady · Sulzberger · Teklehaimanot · Tuft · Vaitkus · Weening